# HD 66011
HD 66011，又名BD+09 1843，SAO 116251、HR 3144，是一颗恒星，视星等为6.22，位于銀經212.83，銀緯19.67，其B1900.0坐标为赤經7h 56m 24.9s，赤緯+9° 19.67′ 24″。